# Enez
Enez là một huyện thuộc tỉnh Edirne, Thổ Nhĩ Kỳ. Huyện có diện tích 438 km² và dân số thời điểm năm 2007 là 10714 người, mật độ 24 người/km².